# Lijst van nummer 1-hits in Polen in 2018
Deze hits stonden in 2018 op nummer 1 in de Polish Airplay Chart, de bekendste hitlijst in Polen.
| Datum        | Artiest                        | Titel              |
| ------------ | ------------------------------ | ------------------ |
| 6 januari    | Selena Gomez & Marshmello      | Wolves             |
| 13 januari   | Selena Gomez & Marshmello      | Wolves             |
| 20 januari   | Selena Gomez & Marshmello      | Wolves             |
| 27 januari   | Rita Ora                       | Anywhere           |
| 3 februari   | P!nk                           | Beautiful trauma   |
| 10 februari  | Jax Jones & Ina Wroldsen       | Breathe            |
| 17 februari  | Lost Frequencies & Zonderling  | Crazy              |
| 24 februari  | Lost Frequencies & Zonderling  | Crazy              |
| 3 maart      | Feel & Lanberry                | Gotowi na wszystko |
| 10 maart     | Shanguy                        | La Louze           |
| 17 maart     | Shanguy                        | La Louze           |
| 24 maart     | Shanguy                        | La Louze           |
| 31 maart     | Gromee & Lukas Meijer          | Light me up        |
| 7 april      | Gromee & Lukas Meijer          | Light me up        |
| 14 april     | Gromee & Lukas Meijer          | Light me up        |
| 21 april     | Gromee & Lukas Meijer          | Light me up        |
| 28 april     | C-BooL                         | Wonderland         |
| 5 mei        | C-BooL                         | Wonderland         |
| 12 mei       | C-BooL                         | Wonderland         |
| 19 mei       | C-BooL                         | Wonderland         |
| 26 mei       | C-BooL                         | Wonderland         |
| 2 juni       | David Guetta & Sia             | Flames             |
| 9 juni       | David Guetta & Sia             | Flames             |
| 16 juni      | Calvin Harris & Dua Lipa       | One kiss           |
| 23 juni      | Calvin Harris & Dua Lipa       | One kiss           |
| 30 juni      | Lost Frequencies & James Blunt | Melody             |
| 7 juli       | Calvin Harris & Dua Lipa       | One kiss           |
| 14 juli      | Clean Bandit & Demi Lovato     | Solo               |
| 21 juli      | Clean Bandit & Demi Lovato     | Solo               |
| 28 juli      | Dawid Podsiadło                | Małomiasteczkowy   |
| 4 augustus   | Clean Bandit & Demi Lovato     | Solo               |
| 11 augustus  | Dawid Podsiadło                | Małomiasteczkowy   |
| 18 augustus  | Shanguy                        | King of the jungle |
| 25 augustus  | Dynoro & Gigi D'Agostino       | In my mind         |
| 1 september  | Dynoro & Gigi D'Agostino       | In my mind         |
| 8 september  | Dynoro & Gigi D'Agostino       | In my mind         |
| 15 september | Dynoro & Gigi D'Agostino       | In my mind         |
| 22 september | Gromee & Jesper Jenset         | One last time      |
| 29 september | Paweł Domagała                 | Weź nie pytaj      |
| 6 oktober    | Paweł Domagała                 | Weź nie pytaj      |
| 13 oktober   | Paweł Domagała                 | Weź nie pytaj      |
| 20 oktober   | Paweł Domagała                 | Weź nie pytaj      |
| 27 oktober   | Calvin Harris & Sam Smith      | Promises           |
| 3 november   | Calvin Harris & Sam Smith      | Promises           |
| 10 november  | Calvin Harris & Sam Smith      | Promises           |
| 17 november  | Calvin Harris & Sam Smith      | Promises           |
| 24 november  | Rita Ora                       | Let You Love Me    |
| 1 december   | Sarsa                          | Zakryj             |
| 8 december   | Rita Ora                       | Let You Love Me    |
| 15 december  | Panic! at the Disco            | High Hopes         |
| 22 december  | Paweł Domagała                 | Wystarczę ja       |
| 29 december  | Paweł Domagała                 | Wystarczę ja       |